# Crotalaria subtilis
Crotalaria subtilis är en ärtväxtart som beskrevs av Roger Marcus Polhill. Crotalaria subtilis ingår i släktet sunnhampor, och familjen ärtväxter. Inga underarter finns listade i Catalogue of Life.